# Nannobittacus elegans
Nannobittacus elegans är en näbbsländeart som beskrevs av Peter Esben-Petersen 1927. 
Nannobittacus elegans ingår i släktet Nannobittacus och familjen styltsländor. Inga underarter finns listade i Catalogue of Life.